# ISO 3166-2:BR
ISO 3166-2 données pour le Brésil
(depuis en:ISO 3166-2:BR)

## District fédéral
```
BR-DF 
Distrito Federal
```

## États
```
BR-AC 
Acre

BR-AL 
Alagoas
 
BR-AP 
Amapá

BR-AM 
Amazonas
 
BR-BA 
Bahia

BR-CE 
Ceará

BR-ES 
Espírito Santo

BR-GO 
Goiás

BR-MA 
Maranhão
 
BR-MT 
Mato Grosso
 
BR-MS 
Mato Grosso do Sul

BR-MG 
Minas Gerais

BR-PA 
Pará

BR-PB 
Paraíba

BR-PR 
Paraná

BR-PE 
Pernambouc

BR-PI 
Piauí

BR-RJ 
Rio de Janeiro
 
BR-RN 
Rio Grande do Norte
 
BR-RS 
Rio Grande do Sul

BR-RO 
Rondônia

BR-RR 
Roraima

BR-SC 
Santa Catarina
 
BR-SP 
São Paulo

BR-SE 
Sergipe

BR-TO 
Tocantins
```